# Gustave Le Paige
Pour les articles homonymes, voir Le Paige.
Gustave Le Paige, né le 24 novembre 1903 à Tilleur (Belgique) et décédé le 19 mai 1980 à Santiago du Chili (Chili), est un prêtre jésuite, ethnologue et archéologue belge. Considéré comme le père de l'archéologie chilienne, il fut fait citoyen chilien.

## Jeunesse et formation
Né dans une famille liégeoise, nombreuse et très cultivée (ses deux grands-pères, Gustave Dewalque et Constantin Le Paige étaient hommes de science et professeurs à l’Université de Liège), Le Paige fit ses humanités au Collège Saint-Servais de Liège avant d’entrer au noviciat des jésuites en 1922. Après son service militaire comme infirmier dans le service ambulancier de l’armée, il fit ses études de philosophie à Louvain (1926-1927) et partit ensuite au Congo où il enseigna durant deux ans au collège de Wombali. Il rentra en Belgique pour ses études de théologie (1930-1934) et fut ordonné prêtre à Louvain le 24 août 1934.

## Premiers travaux ethnographiques au Congo
Reparti au Congo, Le Paige fut d’abord un missionnaire itinérant dans la région du Kwango. Il y passa (à Yasa, Ngi et autres lieux) une quinzaine d’années (1935-1951). C’est par désir de mieux connaître la culture des peuples du Kwango, les Bambalas, Basongos, Bangongos et autres, qu’il s’intéressa à l’ethnographie. Son travail pastoral s’accompagnait d’enquêtes ethnographiques : observations et recherches furent rassemblées en un manuscrit de 600 pages (avec 125 cartes) resté inédit.

## Recherches au Chili
Son amitié pour le jésuite chilien (canonisé depuis) Alberto Hurtado (dont il fut compagnon d’études à l’Université catholique de Louvain) le conduisit à demander son envoi comme missionnaire au Chili. Ce qui lui fut accordé et Le Paige arriva au Chili en 1953. Après un court séjour dans la paroisse de Chuquicamata, il se porta volontaire pour prendre en charge la paroisse de San Pedro de Atacama, alors sans pasteur. La paroisse, dans un lieu désertique et montagneux à quelque 300 km d’Antofagasta, était vaste comme la Belgique : y vivaient six groupes ethniques différents. Il s’engagea de suite dans des œuvres de développement, en y créant des dispensaires et des écoles. Comme au Congo son amitié pour les gens simples et pauvres qu’il rencontrait le poussa à mieux connaître leur culture.

### Découvertes archéologiques

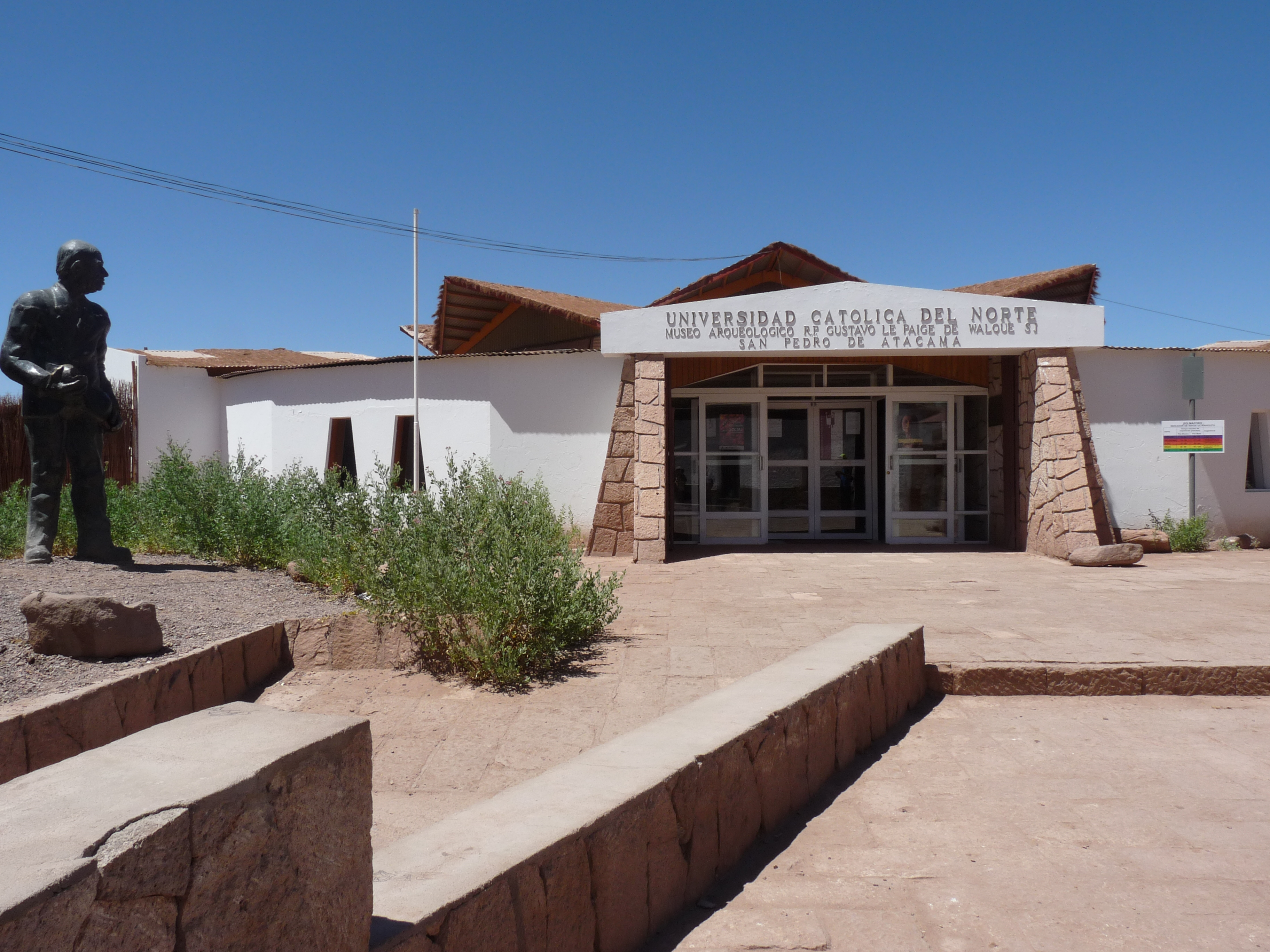
Musée créé par le père Le Paige à San Pedro de Atacama, avec sa statue (à gauche)

Peu après son arrivée, en 1955, ses paroissiens lui révélèrent la présence de sépultures préhispaniques dans le désert de Loma Negra. Commença alors une intense activité ethnographique et archéologique. Sur 100 emplacements différents furent découvertes 6 500 tombes. Si ses premières excavations permirent la découverte de céramiques et autres artéfacts de la civilisation atacamienne des Xe et XIe siècles, des recherches ultérieures mirent au jour des traces de présence humaine remontant à plus de 12 000 ans avant Jésus-Christ. Il semble bien que la région fut habitée continûment du paléolithique au XVIe siècle : quatre civilisations successives. Les nombreuses découvertes furent rassemblées dans un musée à San Pedro même, qui, d’abord modeste, est devenu au fil des années le musée archéologique le plus riche en antiquités du pays. Pour faire mieux connaître ses découvertes, avoir l’avis d’experts et attirer l’attention des chercheurs, Le Paige organisa un congrès d’archéologie en 1963. Ce fut le point de départ d’intérêt porté internationalement à la civilisation des Atacamas. Le musée (qui porte maintenant le nom de Gustave Le Paige) est même devenu une des attractions touristiques les plus importantes du pays.

## Renommée et honneurs
Par deux fois le père Le Paige reçut la visite du roi Léopold III de Belgique, lui-même fort intéressé par l’ethnographie. Léopold III subventionna la construction d’un hôpital à San Pedro de Atacama. Le Paige fut membre du conseil inter-américain des musées de l’UNESCO, membre de l’académie des Sciences naturelles de l’Université catholique de Santiago et d’autres sociétés savantes. Docteur honoris causa de plusieurs universités, il reçut les plus grands honneurs au Chili (citoyen d’honneur du pays), en Belgique et en Espagne.
Malade et infirme Le Paige passa ses dernières années à l’infirmerie du collège Saint-Ignace à Santiago. Il y mourut le 19 mai 1980. Suivant ses expresses dernières volontés, son corps fut transféré et enterré à San Pedro de Atacama, parmi ce peuple auquel il s’était totalement identifié. En mémorial de profonde reconnaissance les Atacamas lui érigèrent une statue de bronze.

## Œuvres
Le Paige écrivit quatre livres et de très nombreux articles sur la civilisation et le peuple des Atacamas. Le plus important livre est :
- Industrias liticas de San Pedro de Atacama, Buenos Aires, 1971.